# 오픈 소스 지리공간 재단
오픈 소스 지리공간 재단(Open Source Geospatial Foundation, 줄여서 OSGeo)은 지리공간(geospatial) 기술과 데이터의 공개 협업 개발을 지원하고 알리기 위한 비영리, 비정부 단체이다. 지리공간 분야의 자유 소프트웨어와 오픈 소스 개발을 폭넓게 재정적, 조직적, 법적으로 지원하기 위해 2006년 2월에 설립되었다. 또한 그 구성원들이 코드, 자금, 지식재산과 같은 자원을 기부하여 공공 이익을 위해 유지·관리되고 사용되도록 할 수 있는 독립 법인이다.
오픈 소스 지리공간 재단의 운영 방식은 아파치 재단의 운영 방식들로부터 영향받아, 재단 소속 프로젝트와 운영에 실질적인 기여를 하고 있는 개인들이 그 기여도에 의해 주요 구성원으로 선택되는 방식이다.

OSGeo 프로젝트들 간, 또는 다른 지리정보 도구들과의 상호 연동이 가능하다.

아래는 오픈 소스 지리공간 재단의 프로젝트들이다 :
- FDO
- GDAL/OGR
- GeoNetwork opensource
- GeoTools
- GRASS GIS
- Mapbender
- MapBuilder
- MapGuide Open Source
- MapServer
- OpenLayers
- OSSIM

재단의 목표는 소프트웨어 개발의 범위를 뛰어넘어 국가별 정부가 생산하는 지리공간 데이터에 좀 더 공개적인 접근이 가능하도록 장려하는 데에도 있다. 예를 들면 OpenStreetMap에서와 같이 완전히 자유롭게 공유되며 생산되는 지리정보 환경을 갖추는 일이다.
지식교육과 훈련의 제공도 목표 중의 하나이다. 재단 내의 각 위원회에서 이의 실현을 위한 전략을 운영하고 있다.

## 같이 보기
- 개방형 공간 정보 컨소시엄
- 오픈스트리트맵